# Johnsbach
Johnsbach è una località di 150 abitanti del comune austriaco di Admont, nel distretto di Liezen (Stiria). Già comune autonomo, il 1º gennaio 2015 è stato aggregato a Admont assieme agli altri comuni soppressi di Hall e Weng im Gesäuse.